# Xavier Munford
Xavier Tyler Jerome Munford (Hillside, Nueva Jersey, 1 de junio de 1992) es un jugador de baloncesto estadounidense que pertenece a la plantilla del Umana Reyer Venezia de la Serie A de Italia. Con 1,91 metros de estatura, juega en la posición de base.

## Trayectoria deportiva

### Universidad
Comenzó su etapa universitaria en el Miami Dade College, un junior college de la NJCAA, donde jugó una temporada, en la que promedió 17,3 puntos, 2,8 rebotes y 2,4 asistencias por partido. 
De ahí fue transferido a Iowa Western CC, donde jugó su segundo año, donde promedió 16,6 puntos y fue incluido en los All-American de la NJCAA.
En su temporada júnior fue nuevamente transferido, en esta ocasión a una universidad de la División I de la NCAA, los Rams de la Universidad de Rhode Island, donde jugó otras dos temporadas, en las que promedió 17,1 puntos y 3,4 rebotes por partido.

### Profesional
Tras no ser elegido en el Draft de la NBA de 2014, si lo fue en la tercera tanda del draft de la NBA D-League, donde fue elegido por Maine Red Claws, quienes automáticamente lo transfirieron a los Bakersfield Jam. En su primera temporada promedió 10,8 puntos y 3,3 rebotes por partido.
Ya en su segunda temporada lideró a su equipo en anotación, promediando 20,4 puntos por partido, siendo elegido para disputar el All-Star Game de la NBA Development League.
El 16 de marzo de 2016 fichó por 10 días con los Memphis Grizzlies, gracias a la excepción que le permite hacer fichajes debido a lesiones, en este caso la de P.J. Hairston, que se sumó a una larga lista. Debutó ante Milwaukee Bucks anotando 2 puntos en 11 minutos saliendo desde el banquillo.
En la NBA llegó a debutar con los Grizzlies (jugó 14 partidos con 5,7 puntos, 2,2 rebotes y 1,6 asistencias), y en la D-League ha jugado para Bakersfield Jam y Greensboro Swarm. En la temporada 2016/17 promedió 18,5 puntos, 4,8 rebotes y 5,3 asistencias con los Greensboro Swarm de la D-League.
En febrero de 2017, el Barcelona reacciona a su plaga de lesiones fichando al base como sustituto del lesionado Alex Renfroe hasta el final de la temporada.
El 8 de junio de 2017 el FC Barcelona anuncia la no renovación de Munford para la temporada siguiente.
En la temporada 2022-23, firma por el Hapoel Tel Aviv B.C. de la Ligat Winner. Con los israelíes jugó las siguientes dos temporadas.
El 26 de julio de 2024 se anunció su incorporación al Umana Reyer Venezia de la Serie A de Italia.

## Selección nacional
Mumford fue miembro de la selección de baloncesto de Estados Unidos que ganó el Campeonato FIBA Américas de 2017. Posteriormente volvió a ser convocado para disputar partidos de clasificación a la Copa Mundial de Baloncesto de 2019 y de 2023.